# Барей (співачка)
Барбара Рейсабаль Ґонсалес-Аллер (ісп. Bárbara Reyzábal González-Aller; 29 березня 1982), більш відома під своїм сценічним ім'ям Барей (ісп. Barei) — іспанська співачка, авторка пісень та піаністка. 2016 року у Стокгольмі представляла Іспанію на Євробаченні 2016 із піснею «Say Yay!».

## Біографія
Барбара Рейсабаль Ґонсалес-Аллер народилася 29 березня 1982 року в Мадриді. З дитинствацікавилася музикою: вчилася в музичній школі, грала на гітарі й фортепіано, співала.
Після участі на фестивалі Festival de Benidorm їде до Маямі, США записувати власні пісні. Її перший студійний альбом «Billete para no volver» вийшов у 2011 році.
2012 року співачка повертається до Іспанії. Вона вирішує в майбутньому писати пісні лише англійською мовою, оскільки, виконуючи саме такі пісні, почувається найбільш комфортно. Барей обирає метод Single a Single (Сингл за синглом) для продовження своєї музичної кар'єри і кожні три місяці випускає нову пісню.
2015 року випускає другий альбом «Throw the Dice».
2016 року співачка перемагає на національному відборі Іспанії на Пісенний конкурс Євробачення 2016 із піснею «Say Yay!».

## Дискографія

### Студійні альбоми
- «Billete para no volver» (2011)
- «Throw the Dice» (2015)

### Синґли
- «Foolish Nana» (2013)
- «Throw the Dice» (2015)
- «You Fill Me Up» (2015)
- «Another's Life» (2015)
- «Time to Fight» (2015)
- «Say Yay!»(2016)